# Bernard Kelly
Bernard Philip Kelly (Londres, 1907 — 1958) foi um filósofo católico inglês.

## Biografia
Nascido em Londres, foi um colaborador regular de Blackfriars e outros periódicos católicos entre as décadas de 1930 e 1950. Em tudo o que Kelly escreveu, o filosófico estava indissoluvelmente casado com o espiritual: as verdades que ele enunciou operavam também como veículos da oração. Sua mensagem fundamental é que a santificação é o propósito por excelência da existência—esta verdade permeava seus escritos, e se irradiava deles.
Seu pensamento alcançou a maturidade nos últimos ensaios que escreveu antes de sua morte precoce. Entre eles, incluem-se:
- "Notes on the Light of the Eastern Religions" (Dominican Studies, London, 1954, pp. 254–271; republicado em "Religion of the Heart, a Festschrift in honor of the 80th birthday of Frithjof Schuon", Foundation for Traditional Studies, Oakton VA, 1991);
- "A Thomist Approach to the Vedanta", (Blackfriars XXXVII, no. 430, January 1956);
- "The metaphysical background to analogy" (Aquinas Paper No. 28, Blackfriars Publications, London 1958).

Rayner Heppenstall, em seu livro sobre Léon Bloy (Bowes, Londres, 1953), chamou-o de "homem do mais puro gênio". Barbara Wall (The Chesterton Review, Saskatchewan, May 1987) publicou um relato tocante da vida de Kelly. Mais recentemente, contudo, ele parece ter sido estranhamente esquecido. Mas suas visões, baseadas na filosofia escolástica e, sobretudo, de Santo Tomás de Aquino, têm grande valor não apenas para os católicos de hoje, mas para todos os cristãos, e, de fato, para buscadores espirituais de todas as fés. Kelly escreveu uma vez: "Há alguns de nós que não conseguem rezar corretamente sem uma caneta nas mãos."
A principal inspiração de Kelly foi a obra de Santo Tomás de Aquino; para ele, a Suma Teológica era um veículo da Verdade e um paradigma da espiritualidade.
Na década de 1950, Bernard Kelly travou contato com a escola da Filosofia Perene de René Guénon e Frithjof Schuon. Em 1957, ele visitou Schuon em Lausanne e manteve correspondência com ele até seus últimos dias; também se encontrou com o metafísico suíço nas vezes em que ele visitou Londres. Sobre Schuon, escreveu:
"Sua obra tem a autoridade intrínseca de uma inteligência contemplativa… Se em A Unidade transcendente das religiões, Schuon fala da via da Graça como alguém que entende esta economia divina em relação às vias exotéricas e esotéricas do Islã e aos caminhos da bhakti (devoção) e jnâna (conhecimento) da tradição hindu, em "Spiritual Perspectives and Human Facts" ele fala da Graça como alguém em quem ela é operativa e, por assim dizer, em virtude desta operação. Este livro tem uma plenitude de luz que não pensávamos encontrar em pleno século XX, ou talvez em nenhum outro século. (Dominican Studies, Londres, Vol. 7, 1954.)
Bernard Kelly não foi um escritor convencional: para ele, escrita e prece eram uma só e mesma coisa. Ele exemplificou a visão de que a prece só poderia ser bem realizada tendo como base a Verdade. Seus escritos foram uma maneira de determinar e fixar tal verdade em sua própria mente e nas de seus leitores.